# Thanatus zavattarii
Thanatus zavattarii is een spinnensoort in de taxonomische indeling van de renspinnen (Philodromidae).
Het dier behoort tot het geslacht Thanatus. De wetenschappelijke naam van de soort werd voor het eerst geldig gepubliceerd in 1939 door Lodovico di Caporiacco.